# Some Great Reward
Some Great Reward je četvrti album grupe Depeche Mode. Snimljen je i izdan 1984. godine.

## O albumu
Album je označio prekretnicu u glazbenom i liričkom smjeru Depeche modea. Po prvi put donosi zvukove ranog industriala i undergrounda kombiniranog s eksplicitnim tekstovima čime stjecaju darkerske poklonike. Donosi hitove poput njihovog prvog velikog hita uSAD-u "People are people", sado mazo "Master and servant" i provokativne "Blasphemous rumors". Potonje dvije su čak bile i zabranjivane na radijskim postajama.

## Popis pjesama

### 1984 release: Mute / Stumm 19 (UK)
1. "Something to Do"  – 3:47
2. "Lie to Me"  – 5:03
3. "People Are People"  – 3:52
4. "It Doesn't Matter"  – 4:44
5. "Stories of Old"  – 3:13
6. "Somebody"  – 4:27
7. "Master and Servant"  – 4:12
8. "If You Want"  – 4:41
9. "Blasphemous Rumours"  – 6:22

### 2006 re-release
Mute: DM CD 4 (CD/SACD + DVD) / CDX STUMM 19 (CD/SACD)
- Disc 1 je hibridni SACD/CD koji sadrži multikanalni zvuk.
- Disc 2 je DVD na kojemu se nalazi "Construction Time Again" u DTS 5.1, Dolby Digital 5.1 i PCM Stereo formatima plus bonus materijal

1. "Something to Do"  – 3:47
2. "Lie to Me"  – 5:03
3. "People Are People"  – 3:52
4. "It Doesn't Matter"  – 4:44
5. "Stories of Old"  – 3:13
6. "Somebody"  – 4:27
7. "Master and Servant"  – 4:12
8. "If You Want"  – 4:41
9. "Blasphemous Rumours"  – 6:22

Bonus Tracks (u DTS 5.1, Dolby Digital 5.1, PCM Stereo):
1. "If You Want (Live In Basel And Liverpool, Autumn 1984)" – 5:16
2. "People Are People (Live In Basel And Liverpool, Autumn 1984)" – 4:21
3. "Somebody (Live In Basel And Liverpool, Autumn 1984)"
4. "Blasphemous Rumours (Live In Basel And Liverpool, Autumn 1984)" – 5:30
5. "Master and Servant (Live In Basel And Liverpool, Autumn 1984)" – 5:38

Bonus Tracks (u PCM Stereo):
1. "In Your Memory" – 4:00
2. "(Set Me Free) Remotivate Me" – 4:16
3. "Somebody (Remix)" – 4:19

Dodatni materijal:
1. "Depeche Mode 84 (You Can Get Away With Anything If You Give It A Good Tune)" [31 Minute video]

## Vanjske poveznice
- Službena stranica
- Depeche Mode Hrvatska